# Port lotniczy Augusto C. Sandino
Port lotniczy Augusto C. Sandino (ang. Augusto c. Sandino International Airport, IATA: MGA, ICAO: MNMG) – największy port lotniczy Nikaragui zlokalizowany w stolicy kraju – Managui.

## Linie lotnicze i połączenia
| Linia                         | Połączenia                                                            |
| ----------------------------- | --------------------------------------------------------------------- |
| Aero Caribbean                | Hawana                                                                |
| Air Transat                   | Montreal [sezonowe]                                                   |
| American Airlines             | Miami                                                                 |
| Atlantic Airlines de Honduras | La Ceiba, San Pedro Sula, Tegucigalpa                                 |
| Continental Airlines          | Houston-Intercontinental                                              |
| Copa Airlines                 | Gwatemala, Panama, San José (CR), San Salvador                        |
| Delta Air Lines               | Atlanta, Los Angeles [sezonowe]                                       |
| Spirit Airlines               | Fort Lauderdale                                                       |
| TACA                          | Gwatemala, Los Angeles [sezonowe], Miami, San José (CR), San Salvador |
| Iberia                        | Madryt (od 1 X 2018)                                                  |